# Budes de Guébriant

Geslachtswapen

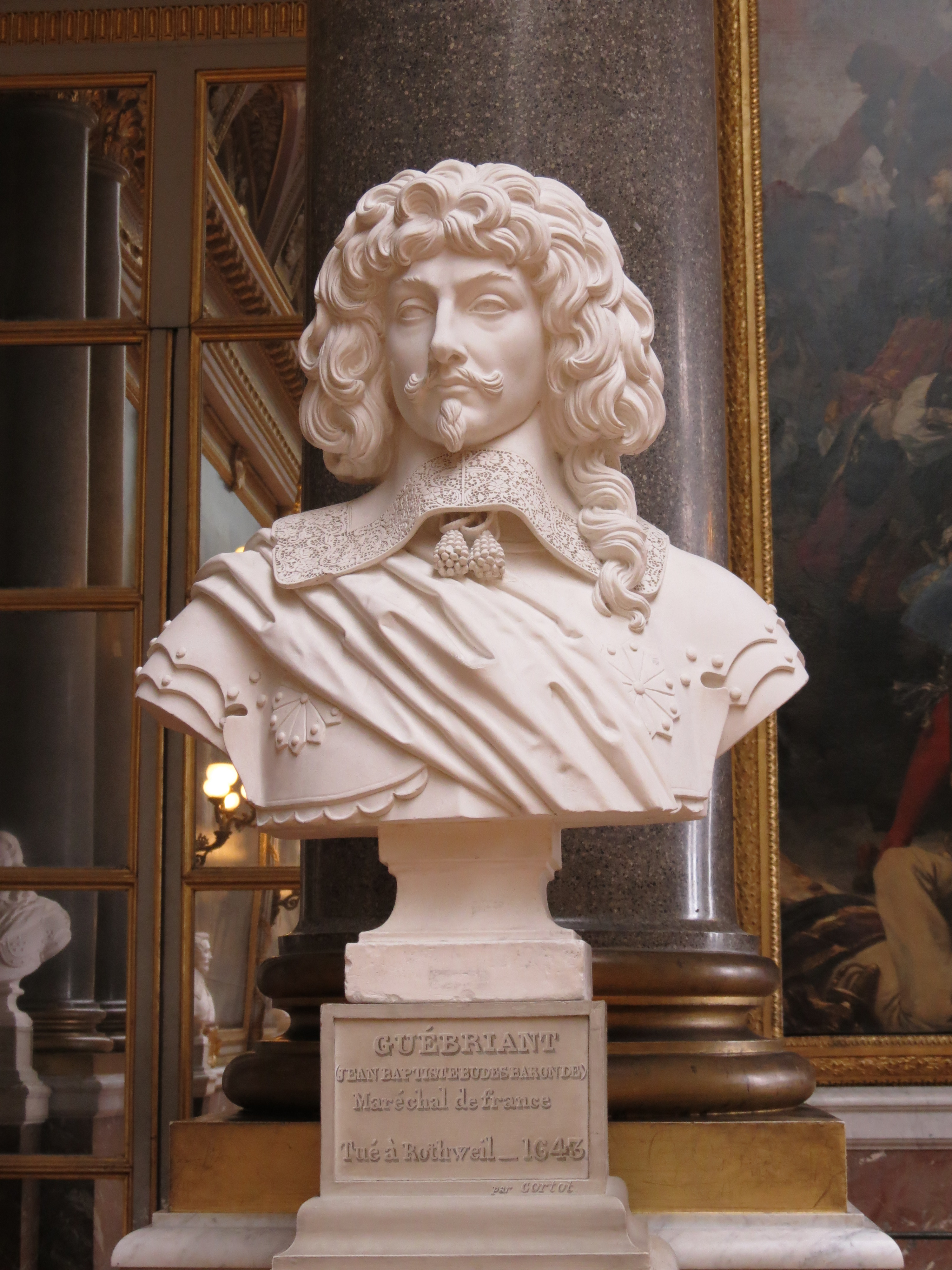
Buste van maarschalk Jean-Baptiste Budes de Guébriant door Jean-Pierre Cortot

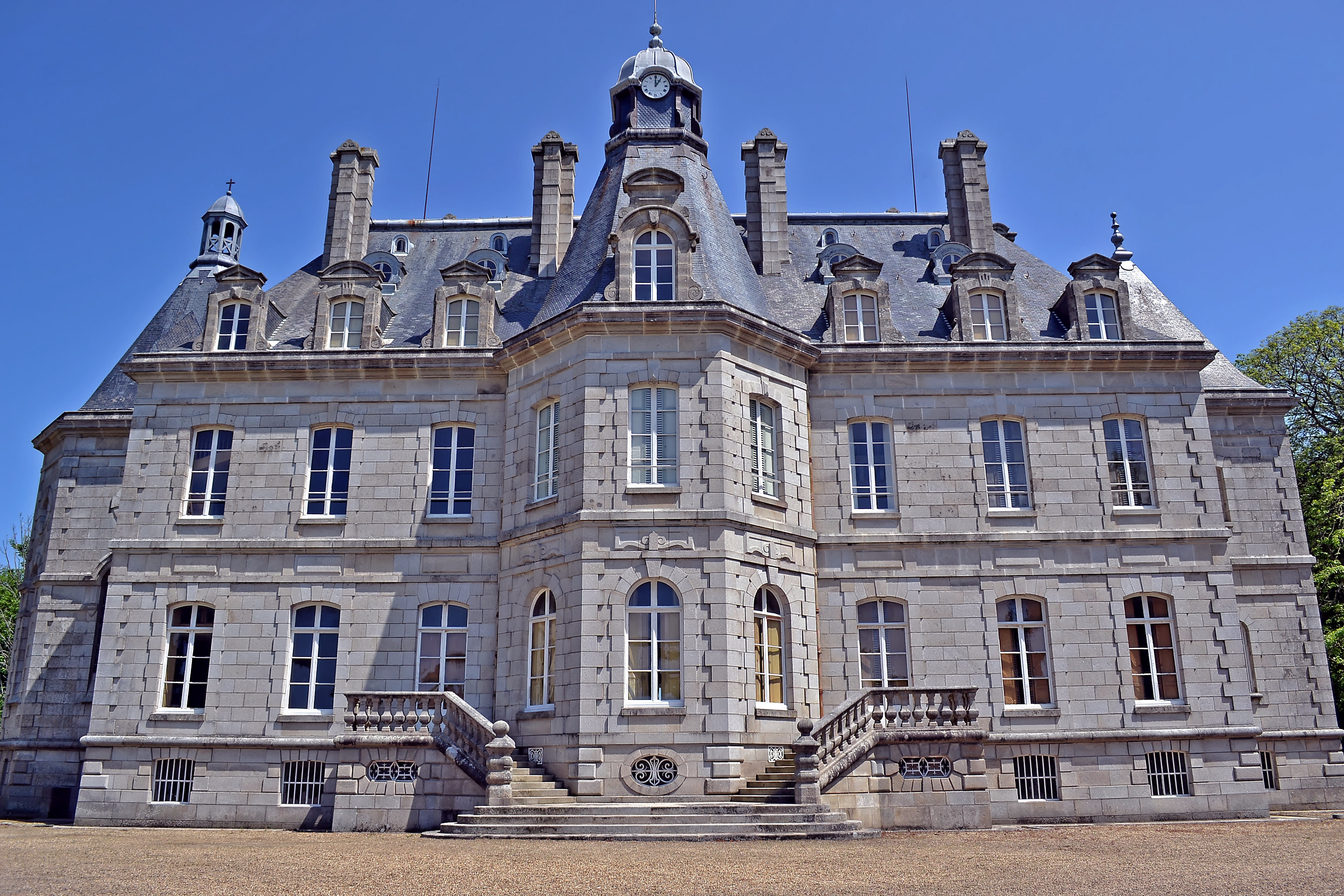
Château de Kernevez

Budes de Guébriant is een oud-adellijk Frans geslacht dat teruggaat tot 1300.

## Geschiedenis
De stamreeks begint met Guillaume Beaujon die leefde in 1300 en behoorde tot de riddermatige adel en gevestigd was in Saint-Brieuc (Bretagne). In de 17e eeuw leverde het geslacht Jean-Baptiste Budes de Guébriant (1602-1643), maarschalk van Frankrijk, die getrouwd was met ambassadrice Renée Crespin du Bec (1614-1659) die diplomatieke diensten verrichtte, bijvoorbeeld naar de koning van Polen in 1643. Adeldom werd bevestigd in 1670 en leden ontvingen honneurs de la cour in 1766 en 1774. Op 5 november 1827 volgde de benoeming tot erfelijk pair van Frankrijk, op 4 augustus 1829 tot baron Pair.
In 1946 ontstonden banden met leden van de Belgische adel.

## Enkele telgen
- Sylvestre Budes de Guébriant (1779-1845), pair de France in 1827, baron in 1829; trouwde in 1804 met Olympe de Poulpiquet (1788-1838) waardoor Château de Kernevez in dit geslacht kwam
  - Ernest baron Budes de Guébriant (1815-1899)
    - Jean Budes de Guébriant (1860-1935), missionnaris, aartsbisschop
    - Alain Budes de Guébriant (1852-1931), burgemeester van Saint-Pol-de-Léon (1888-1931)
      - Hervé Budes baron de Guébriant (1880-1972)
        - Alain Budes de Guébriant (1905-1944), burgemeester van Saint-Pol-de-Léon (1932-1944), gefusilleerd door de Wehrmacht
          - Roland Budes baron de Guébriant (1936), chef de famille (voerend de titel van graaf), bewoner van Château de Kernevez in Saint-Pol-de-Léon

      - Alfred Budes de Guébriant (1883-1968)
        - Geoffroy Budes de Guébriant (1912-1989); trouwde in 1946 met Pauline prinses de Merode (1921-1953); trouwde in 1960 met Henriëtte de Vogüé (1921), weduwe van Albert prins de Merode (1915-1958) uit wier eerste huwelijk ir. Baudoin prins de Merode (1945), telg uit het Belgische adelsgeslacht De Merode
          - Elisabeth Budes de Guébriant (1947-2000); trouwde in 1970 met ir. Baudoin prins de Merode (1945), voorzitter van de Belgische vereniging van de Orde van Malta; hij hertrouwde in 2001 met Nathalie Vandenabeele (1948), eredame van koningin Paola van België
          - Béatrice Budes de Guébriant (1949); trouwde in 1973 met jhr. Vincent Berghmans MBA (1951), vicevoorzitter van de groep Lhoist, telg uit het Belgische adelsgeslacht Berghmans